# 兴登堡防线
兴登堡防线（德語：Siegfriedstellung），或稱為齐格菲防线，是德意志帝國於第一次世界大戰末期在法国东北部边境修建的大型防御工事系统。工程建设始於1916年，1917年竣工，期間德国徵召了大量俄軍戰俘作为劳工。防线自朗斯延展至凡尔登一帶。

## 背景
在1916年8月索姆河战役中的最后阶段，德意志帝國陸軍陆军元帅保罗·冯·兴登堡與埃里希·鲁登道夫将军接管了德国的军事指挥权，随后即作出了建造兴登堡防线的决定。由于兴登堡防线修筑于德国前线的突出位置，德国若将兵力撤回工事中，德军的战线将得以缩短。由于防线的修筑，德军的战线缩短了50公里（30英里），从而确保德军从此释放出13个师的储备军事力量。
1917年2月，德军开始撤至防线内。原先的战线与新的防线之间的区域遭撤离的德军大肆破坏。

## 防线

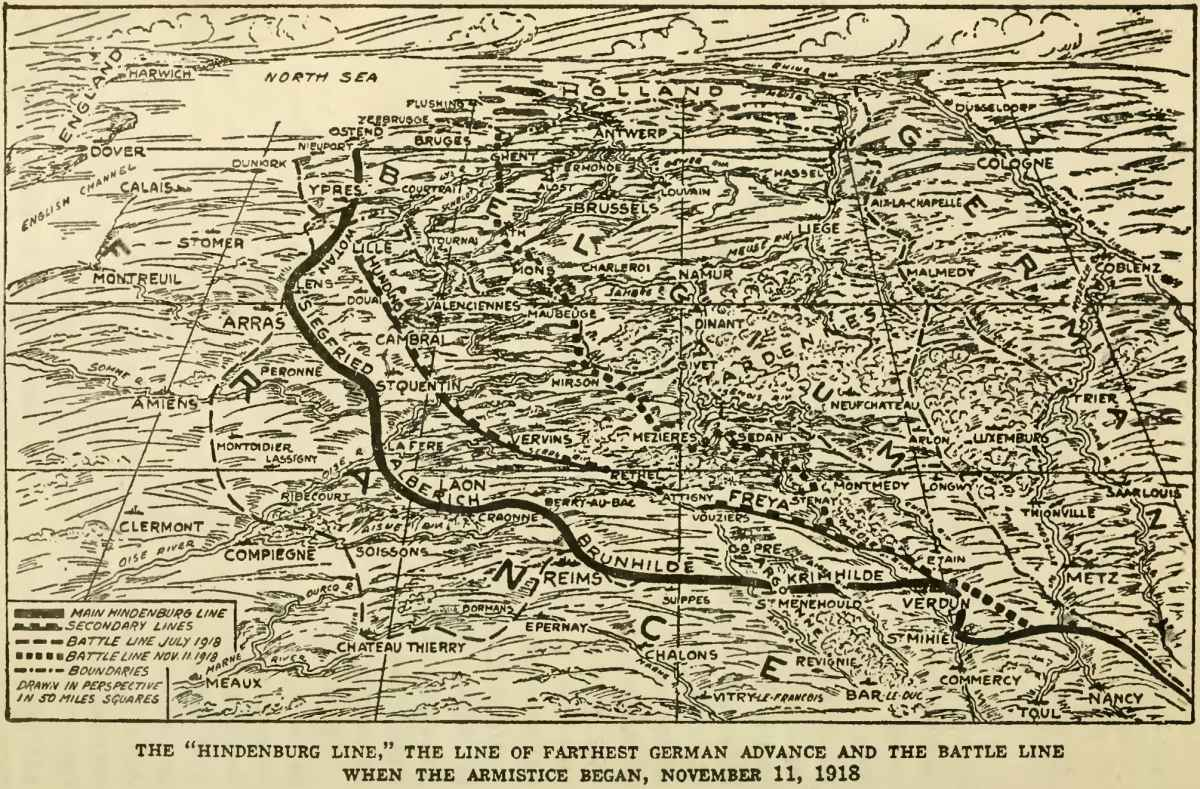
兴登堡防线示意图

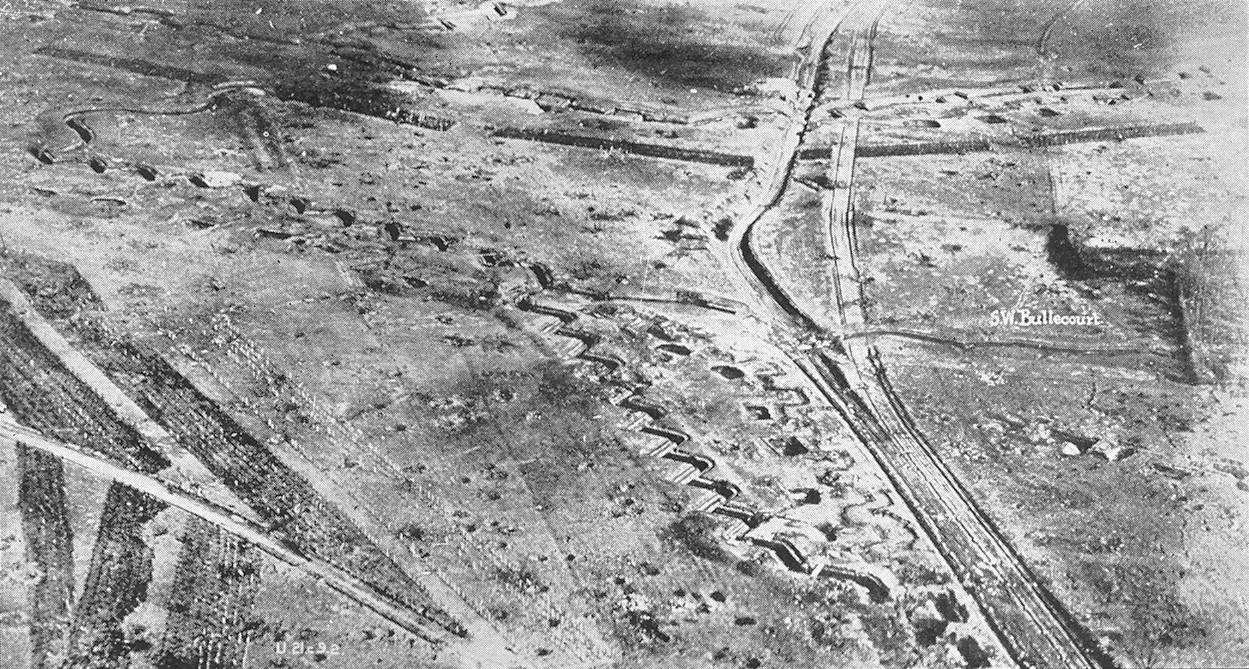
1920年，从布勒科特空中俯视兴登堡防线

防线中的工事包括混凝土掩体、机枪阵地、重型带刺铁丝、隧道、深沟、防空壕以及指挥部。工事前一公里的距离外造有一条简易的前哨线，用于放缓或阻碍敌军的进军。另外，前哨线前部设有强化的前哨站（Outpost Villages），以加强防御。
整条防线细分为五个部分，从北至南依次为：
- 沃坦阵地（Wotan Stellung）：从里尔附近至圣昆廷。
- 齐格菲阵地（Siegfried Stellung）：从阿拉斯附近至圣昆廷，并非二战中的齐格菲防线。
- 阿贝利希阵地（Alberich Stellung）
- 布伦希尔德阵地（Brunhilde Stellung）：洪丁阵地（Hunding Stellung）的北方部分，从克拉奥讷附近至兰斯附近。
- 克瑞恩希尔德阵地（Kriemhilde Stellung）：洪丁阵地（Hunding Stellung）的南方部分，从兰斯附近至凡尔登附近。
  - 注：洪丁阵地（Hunding Stellung）的延展部分向南从凡尔登延至梅斯，亦被称为米歇尔区（Michel Stellung）

在所有区域中，齐格菲阵地（Siegfried Stellung）被认为是最强的防御地带。

## 结局
德国统帅坚信这条新防线固若金汤。然而，1917年的康布雷战役中，首次使用坦克的英国和新西兰联军便暂时性的突破了这条防线；在1918年9月，兴登堡防线又被协约国的百日攻勢成功分割为若干个区域。